# Hasegawa Nyozekan

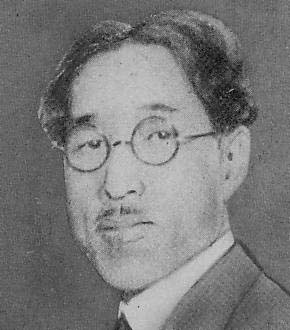
Hasegawa Nyozekan

Hasegawa Nyozekan (japanisch 長谷川 如是閑, eigentlich Yamamoto Manjirō (山本 萬次郎); geboren 30. November 1875 in Tōkyō; gestorben 11. November 1969) war ein japanischer Journalist und Gesellschaftskritiker.

## Leben und Wirken
Hasegawa Nyoezekan studierte Recht am Tōkyō Hōgakuin (東京法学院), der Vorläufereinrichtung der Chūō-Universität und machte 1898 seinen Abschluss. Er begann 1903 für Kuga Katsunans Zeitung „Nihon“ zu arbeiten. 1907 wechselte er zur Zeitschrift „Nihon oyobi Nihonjin“ (日本及日本人), die von Miyake Setsurei (1860–1945) herausgegeben wurde. Schließlich wechselte er zur Zeitung „Ōsaka Asahi Shimbun“ und wurde zu einem bekannten Verfechter einer liberalen Politik.
1918 verließ er im Zusammenhang mit dem „Ōsaka Asahi Hikka Zwischenfall“ (大阪朝日筆禍事件), zusammen mit Ōyama Ikuo, Torii Sosen und anderen Redaktionsmitgliedern, aus Protest die Zeitung, als diese von der Regierung auf Grund des Pressegesetzes einer Zensur unterworfen wurde. Im Jahr darauf gründete er mit Ōyama die Zeitschrift „Wir“ (我等, Warera), die sich zu einem einflussreichen Blatt entwickelte.
Hasegawa strebte mit seinen Beiträgen an, eine theoretische Grundlage für eine sozialorientierte Demokratie zu entwickeln und den wachsende Fanatismus der militärischen Führerschaft zu bekämpfen. Er blieb seinen Prinzipien treu auch während des Pazifikkriegs. 1948 wurde er mit dem Kulturorden ausgezeichnet, 1951 nachträglich als Person mit besonderen kulturellen Verdiensten.
Hasegawas Schriften wurden zusammengefasst als „Hasegawa Nyozekan senshū“. Sie erschienen von 1969 bis 1970 in 8 Bänden.